# Josh Levi
Joshua Levi Bolden conocido solamente como Josh Levi es un cantante, actor, y bailarín estadounidense. Levi tuvo un papel recurrente en la serie de televisión Friday Night Lights, y fue también un finalista de la tercera temporada del concurso de televisión The X Factor. Después de que su eliminación, Levi regresó al concurso años después para participar quedando en el top 12 de la competencia.  Levi lanzó un sencillo, «Trying to Find You» en febrero de 2014, y apareció en un espectáculo del DigiTour en Dallas, Texas en junio de ese año.  Formó un grupo musical llamado Citizen Føur con Carson Boatman, Connor Boatman y el exmiembro de InTENsity y concursante de The X Factor, Austin Percario. Levi dejó la banda en agosto de 2017 para continuar con su carrera en solitario.

## Filmografía
| Año       | Título                         | Papel               |
| --------- | ------------------------------ | ------------------- |
| 2009      | I Pledge Allegiance... (Corto) | Lenny               |
| 2010      | Halo Legends (Vídeo)           | Niño B              |
| 2009–2011 | Friday Night Lights            | Darius Merriweather |
| 2013      | El X Factor                    | Él mismo            |
| 2014      | Reality Relapse                | Él mismo            |
| 2014      | Tweet Out                      | Él mismo            |
| 2013-2014 | Teens Wanna Know               | Él mismo            |
| 2014      | LA Live the Show               | Invitado especial   |
| 2014      | The Next Dance (Vídeo)         | Young Tristian      |
| 2018      | Game Shakers                   | Rick                |
| 2022      | Turning Red                    | Aaron Z.            |

## Discografía en solitario

### Sencillo
- 2014: «Trying to Find You»